# 吾々路川
吾々路川（ごごろがわ）は、筑後川水系の二次支流で、大分県日田市を流れる一級河川である。

## 地理
日田市南部に源を発して北東に流れ、市内大山町西大山地内で赤石川に合流する。本川と赤石川との合流点の約2km上流には大山ダムが建設されている。赤石川は本川を併合した後、約500m下流で筑後川本川上流部の大山川に合流する。
2012年7月11日から7月14日にかけての平成24年7月九州北部豪雨では、下流の日田市大山町綿打地区で本川の護岸が崩壊し、床上浸水するなどの被害が出た。また、この豪雨によって、中流域では珪藻土の河岸が削られ、長さ約70mに及ぶ3段の天然プールが形成された。
2016年には、中流域にある70万年-80万年前の大山層と呼ばれる地層から、サイの足跡とみられる化石が発見された。同じ地層からは2014年にシカの足跡の化石も発見されている。この一帯は80万年前には湖か沼地のような地形だったとみられている。

## 流域の自治体
- 大分県
  - 日田市